# Claude Dufay
Claude Dufay (12 november 1926 - 1 mei 2001) was een Franse entomoloog.
Gedurende zijn carrière, die in 1954 aan het Centre national de la recherche scientifique begon, spitste Dufay zich toe op het beschrijven van kevers (Coleoptera) en vlinders (Lepidoptera) en op het onderzoeken van de reactie van nachtvlinders op licht. Hij heeft 150 taxa op zijn naam staan.

## Taxa
Selectie
- Abrostola agnorista
- Abrostola crinita
- Acanthoplusia
- Acanthoplusia adiaphora
- Acanthoplusia sigillata
- Acanthoplusia vermiculata
- Chersotis andreae
- Chersotis oreina
- Chrysodeixis celebensis
- Chrysodeixis minutus
- Chrysodeixis nesiotes
- Chrysodeixis politus
- Chrysodeixis taiwani
- Ekboarmia sagnesi
- Euchalcia armeniae
- Euchalcia cuprescens
- Plusia aurisuta
- Plusia chariessa
- Plusia epargyra
- Plusia griveaudi
- Plusia ichinosei
- Plusia leucostigma
- Plusia micans
- Plusia pauliani
- Plusia rhodographa
- Plusia seyrigi